# 国道288号

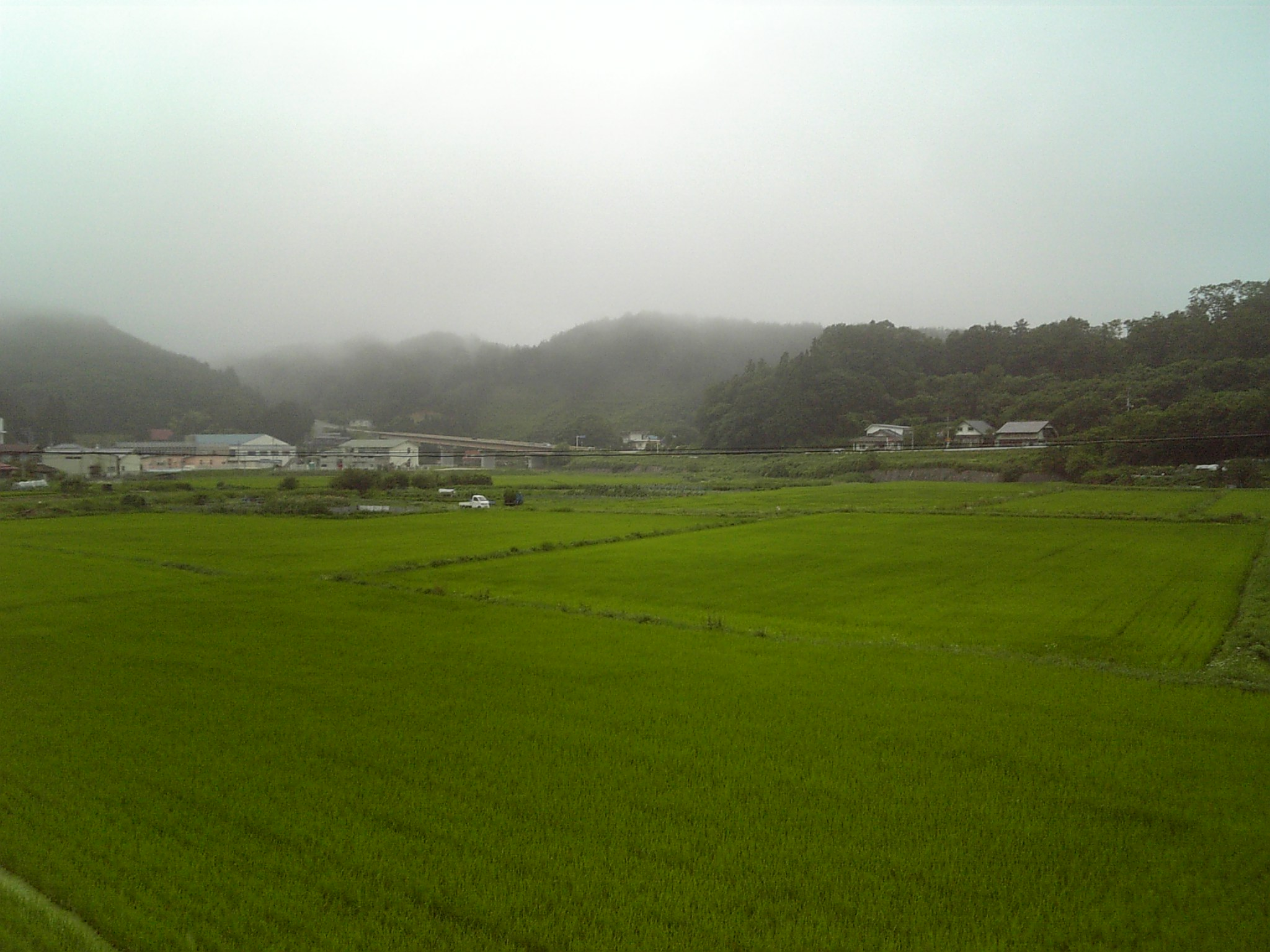
田村市内。画面奥に見える橋梁が国道288号（2008年7月）。

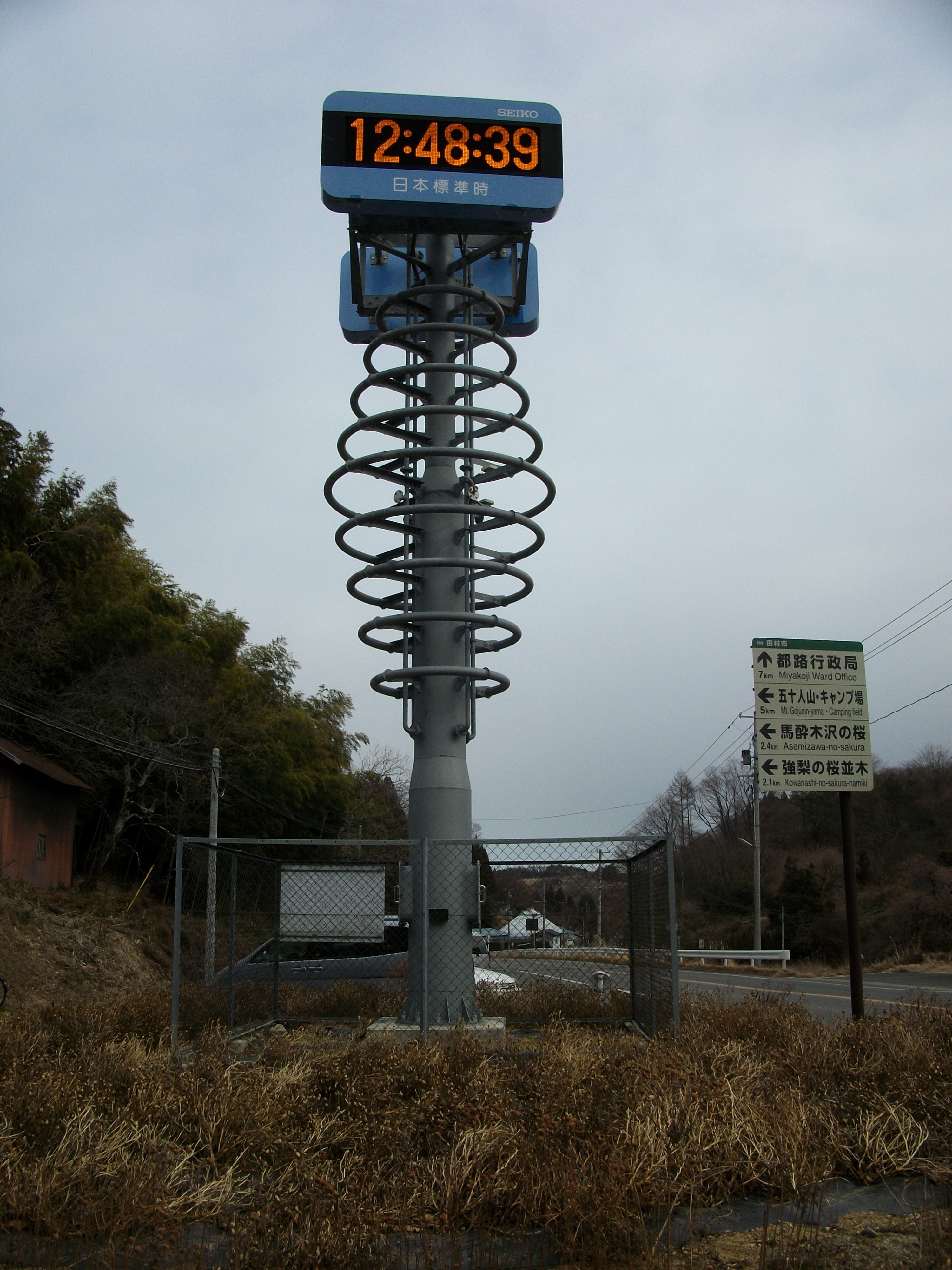
おおたかどや山標準電波送信所開設を記念し旧・都路村時代に設置されたモニュメント。田村市都路町岩井沢付近の下り線側。ここから都路消防分署まで約7 km。（2012年1月）

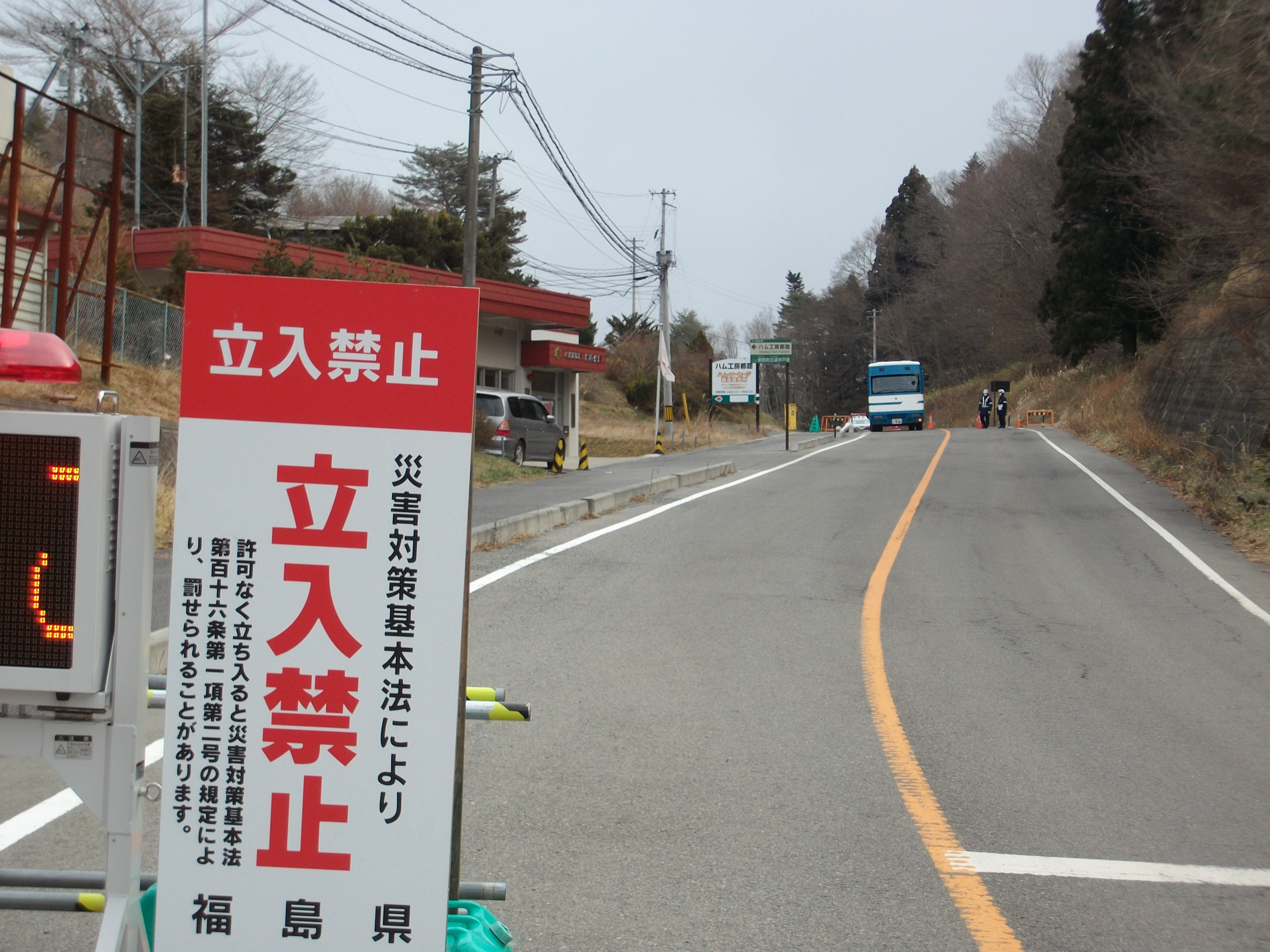
都路消防分署付近、2012年3月末までの検問所。郡山市起点からの延べ距離は約45 km（同年1月）。

国道288号（こくどう288ごう）は、福島県郡山市から双葉郡双葉町に至る一般国道である。

## 概要
福島県の中通り地方を縦貫する国道4号の郡山市日和田町・交点から分岐し、阿武隈高地の山間部を東西に横断して、太平洋側の浜通り地方を縦貫する国道6号と双葉郡双葉町・牛踏交差点で結ぶ延長約85 kmの一般国道の路線で、主な通過地は、田村郡三春町、田村市、双葉郡大熊町である。中通り側の郡山 - 三春間は三春街道、田村 - 双葉間は都路街道の別名がある。郡山市と浜通りを最短ルートで結ぶ幹線道路であり、福島県では郡山・阿武隈地域の産業振興や地域間交流に欠かせない道路として、また東北地方太平洋沖地震（東日本大震災）の原子力発電所事故を受けて被災地域の復興を目的に交通インフラを重点的に整備する「ふくしま復興再生道路」の一路線に位置づけている。
路線の西側の区間にあたる郡山市から田村市船引町にかけて、現道に並行するバイパス道路群があり、磐越自動車道と郡山東・船引三春の各インターチェンジと接続する高速道路とのアクセス路線にもなっている。また、この区間は鉄道の磐越東線とほぼ平行する居住地域を走るところであるが、これ以外の路線の大部分の区間は、阿武隈高地の山中の過疎地域のなかを走る。

### 路線データ
一般国道の路線を指定する政令に基づく起終点および重要な経過地は次のとおり。
- 起点：郡山市（日和田町 = 国道4号バイパス交点）
- 終点：福島県双葉郡双葉町（牛踏交差点 = 国道6号交点）
- 重要な経過地：福島県田村郡船引町[注釈 2]、同郡都路村[注釈 2]
- 総延長 : 85.4 km[4][注釈 3]
- 重用延長 : なし[4][注釈 3]
- 未供用延長 : なし[4][注釈 3]
- 実延長 : 85.4 km[4][注釈 3]
  - 現道 : 66.0 km[4][注釈 3]
  - 旧道 : 12.7 km[4][注釈 3]
  - 新道 : 6.7 km[4][注釈 3]
- 指定区間：なし[5]

## 歴史
- 1954年（昭和29年）1月20日 - 建設省告示第16号が公布され、県道三春郡山線、三春常葉線、新山常葉線の一部が主要地方道郡山標葉線に指定される。
- 1964年（昭和39年）12月28日 - 建設省告示第3620号が公布され、県道郡山標葉線が主要地方道郡山双葉線に指定される。
- 1970年（昭和45年）4月1日 - 主要地方道郡山双葉線が一般国道288号（福島県郡山市 - 福島県双葉郡双葉町）として指定。
- 2011年（平成23年）
  - 3月11日 - 東北地方太平洋沖地震（東日本大震災）発生。一連の原子力緊急事態宣言のうちいわゆる「半径3 km以内の住民避難命令」を受け、大熊町営林署付近から双葉町牛踏（終点）までの区間への進入が制限される。

この時点はまだ法的根拠が無く、あくまで地元自治体（福島県および双葉郡大熊町）災害対策本部が設定した、暫定基準に基づく措置という立場であった。
  - 4月22日 - 福島第一原子力発電所事故に伴う、原子力災害対策特別措置法の原子力災害対策本部長権限に基づく警戒区域設定（いわゆる半径20 km圏）が午前0時をもって発動。これにより、田村市都路町古道・田村消防署都路分署前から終点までの区間が正式に通行止めとなる。
- 2012年（平成24年）
  - 4月1日 - 避難区域の再編に伴い、田村市都路町古道・田村消防署都路分署前から田村市・大熊町境までの区間を通行止め解除。
  - 12月10日 - 避難区域の再編に伴い、田村市・大熊町境から大熊町営林署までの区間を通行止め解除。
- 2013年（平成25年）6月17日 - 警戒区域の解除に伴い[6]、避難区域が設定されている12市町村の住民に限り、市町村発行の通行証を持参の上で、通勤・通院などの目的による通行止め区間の通行が可能になる[7]。
- 2015年（平成27年）2月28日 - 翌3月1日の常磐自動車道全線開通に伴い、常磐富岡ICへのアクセス目的として、大熊町営林署から福島県道35号いわき浪江線交点までの区間（帰還困難区域内）の通行止め解除[8]。
- 2016年（平成28年）4月1日 - 国道4号あさか野バイパスと並行する現道区間が国土交通省から福島県管理への移管に伴い、三春街道入口交差点から日和田町（あさか野バイパス終点）までの区間が当路線に移行。なお現地の標識や案内標識の路線番号、歩道橋の表示などは4月を待たずして2月中に修正された[9]。
- 2019年（令和元年）9月5日 - 福島県道35号いわき浪江線の浪江方面の通行再開に伴い、大熊町野上から双葉町山田（帰還困難区域内、福島県道35号いわき浪江線重複区間）の通行止め解除[10]。
- 2020年（令和2年）
  - 3月4日 - 双葉町の帰還困難区域の一部で避難指示解除に伴い、双葉町前田から牛踏交差点の区間の通行止め解除[11][12]。
  - 12月10日 - 最後まで通行止めとなっていた双葉町山田（福島県道35号いわき浪江線交点）から同前田までの区間を通行止め解除[13][14]。

## 路線状況

### 別名
- 三春街道（郡山市富久山町から三春町まで）
- 都路街道（田村市船引町から大熊町まで）

### バイパス
富久山バイパス
郡山東バイパス
三春西バイパス
三春バイパス
船引バイパス
郡山市と浜通り中部への幹線道路として、船引町中心部の混雑緩和のために全長6.6 kmで市街地の北側に通されることが計画されていた。しかし、財政悪化を受け事業が見直され、第3工区の東側2.5 kmにおいては、2001年（平成13年）に開通した国道349号バイパスにより当面の間は代替できることから事業中止とされ、国道349号から西半分の4.1 kmに投資を集中させることが決定され、2000年度（平成12年度）に盲腸線ながら建設が開始された。その後、3工区については東日本大震災後の交通状況や重要性の高まりから2014年度（平成26年度）に事業再開された。
起点 - 田村市船引町春山
終点 - 田村市常葉町西向
全長 - 6.6 km
都路バイパス
野上小塚工区
田村市境にほど近い双葉郡大熊町野上の小塚地区の狭隘・急カーブ区間の解消のために2014年度（平成26年度）に事業化された。全長2.1 kmで3本の橋梁と1本のトンネル（全長1,126 m）が建設される。2022年（令和4年）7月16日に全線開通。
道路施設
万右エ門橋（全長35.1 m）
旭ヶ丘橋（全長46.5 m）
中屋敷トンネル（全長1.126 km）
楓沢橋（全長74.4 m）
玉ノ湯バイパス
双葉郡大熊町野上字湯の神にある玉の湯温泉周辺の狭隘・急カーブ・急こう配区間の改良のため2004年度（平成16年度）に事業化された。事業区間の全長は425 mで、2本の橋梁と1本のトンネルで構成されており、2010年（平成22年）には玉ノ湯温泉トンネル（建設当時は仮称野上トンネルであった）がすでに貫通していたが、2011年（平成23年）3月11日の東日本大震災に伴う福島第一原子力発電所事故により警戒区域に設定され、事業が中止された。2013年度（平成25年度）よりふくしま復興再生道路として事業再開され、2014年（平成26年）12月25日に開通した。帰還困難区域に設定された地域では初めてとなる道路の新規開通であった。
道路施設
姥神橋（全長45.8 m）
玉ノ湯温泉トンネル（全長189 m）
湯ノ神橋（全長35.3 m）

### 重複区間
- 国道399号（田村市都路町岩井沢 楢梨子交差点 - 田村市都路町古道 新町交差点）
  - 前述の田村消防署都路分署は新町交差点から約1.5 km先にあり、全区間通行可能。さらに「最寄りの国道」ゆえ、現地では迂回路としてこちらを案内される。

### 道路施設

#### 橋梁
逢隈橋
富久山大橋
西田大橋
池ノ上橋
みはる岩江橋
雪村大橋
三春大橋
師範場橋
岩之作橋
- 全長：64.0m
  - 主径間：31.5m
- 幅員：6.5(15.0)m
- 形式：2径間鋼連続鈑桁橋
- 竣工：1995年

田村市船引町笹山字岩ノ作に位置する。三春町内の混雑解消を図るため、三春バイパスに至る東側の区間の改良に伴い1994年より建設された。総工費は3億2000万円。
遠表橋
- 全長：52.3m
- 幅員：7.0m
- 竣工：1967年

田村市船引町船引字中ノ内から字遠表にまたがり、一級水系阿武隈川水系大滝根川を渡る。橋上は上下対向2車線で供用されている。自動車、歩行者共に交通量が多いにもかかわらず歩道の整備がなされていなかったため、交通安全施設等整備補助事業として下り線側に人道側道橋が架けられた。側道橋の総工費は6200万円。
遠表側道橋
全長：52.8m
- 主径間：25.9m

幅員：2.0m
形式：2径間鋼連続非合成鈑桁橋
竣工：2009年度
施工：矢田工業
真城橋
安心橋
- 全長：34.0m
- 幅員：9.0m
- 形式：単径間単純合成鈑桁橋
- 竣工：1986年度

大熊町野上で二級水系熊川を渡る。原子力発電所立地地域の振興を目的とした核燃料税関連の道路改良事業である野上工区建設に併せ、1985年度券単独橋梁整備事業により建設された。総事業費は1億1100万円。
湯ノ神橋（双葉郡大熊町）

#### トンネル
中屋敷トンネル
- 全長：1126.0m
- 幅員：7.0m
- 有効高：4.7m
- 施工：前田・田中・福浜大一共同企業体
- 竣工：2022年3月

望洋平トンネル
- 全長：439.5m
- 幅員：6.5（9.0）m
- 有効高：4.7m
- 工法：NATM工法（上部先進ベンチカット工法）
- 施工：田中・東北・経常建設共同企業体
- 竣工：1998年3月

双葉郡大熊町野上字望洋平に位置する。熊川と急峻な斜面に挟まれた隘路であった従来の国道の改良工事のために1994年度より建設され、1998年4月23日に開通した。総工費は11億7000万円。
野上トンネル
- 全長：159.0m
- 幅員；6.5（7.5）m
- 有効高：4.7m
- 工法：NATM工法（ベンチカット工法）
- 施工：田中・横山共同企業体
- 竣工：1992年度

双葉郡大熊町野上に位置する。蛇行する熊川に沿う悪線形で狭隘な区間の解消のため、当トンネルを含む全長1,400 mの区間の道路改良工事が1991年度より着工された。1992年11月28日に安全祈願祭が執り行われ、1993年8月5日に貫通式が行われた。総工費は5億7300万円。
玉ノ湯温泉トンネル
- 全長：189.0m
- 幅員：6.0（8.5）m
- 有効高：4.7m
- 工法：NATM工法（上半ベンチカット工法・補助ベンチ全段面工法）
- 施工：福浜大一建設

双葉郡大熊町野上に位置し、玉の湯温泉の熊川を挟んで対岸の尾根を貫く。玉の湯バイパス建設に伴い、地域自立活性化事業として2008年度より建設された。2009年4月22日に起工され、2009年10月20日に貫通し、道路舗装や周辺工事を残すのみとなっていたが、東日本大震災に伴う福島第一原発事故により警戒区域に指定されたことから事業が中断した。その後の事業再開を受け、2014年12月25日に開通した。総工費は4億4000万円。

## 地理

### 通過する自治体
- 福島県
  - 郡山市 - 田村郡三春町 - 田村市 - 双葉郡大熊町 - 双葉郡双葉町

### 交差する道路
- 国道4号[注釈 4]（郡山市日和田町）
- E49 磐越自動車道・船引三春IC（田村市船引町）
- 国道349号（田村市船引町・北町交差点、南町交差点）
- 国道349号船引バイパス（田村市船引町・館柄前交差点）
- 国道399号（田村市都路町・楢梨子交差点、新町交差点）
- 国道6号（双葉町・牛踏交差点）